# أفيرون (إقليم فرنسي)

علم الإقليم

خارطة الإقليم

أفيرون أو أَفِرُن (بالفرنسية: Aveyron)‏: هو إقليم فرنسي تابع لمنطقة ميدي بيرينه . يبلغ عد سكانه 271200 نسمة.

## المناخ
يظهر الجدول التالي التغييرات المناخية على مدار السنة لأفيرون:
| البيانات المناخية لـأفيرون                                                                | البيانات المناخية لـأفيرون | البيانات المناخية لـأفيرون | البيانات المناخية لـأفيرون | البيانات المناخية لـأفيرون | البيانات المناخية لـأفيرون | البيانات المناخية لـأفيرون | البيانات المناخية لـأفيرون | البيانات المناخية لـأفيرون | البيانات المناخية لـأفيرون | البيانات المناخية لـأفيرون | البيانات المناخية لـأفيرون | البيانات المناخية لـأفيرون | البيانات المناخية لـأفيرون |
| الشهر                                                                                     | يناير                      | فبراير                     | مارس                       | أبريل                      | مايو                       | يونيو                      | يوليو                      | أغسطس                      | سبتمبر                     | أكتوبر                     | نوفمبر                     | ديسمبر                     | المعدل السنوي              |
| ----------------------------------------------------------------------------------------- | -------------------------- | -------------------------- | -------------------------- | -------------------------- | -------------------------- | -------------------------- | -------------------------- | -------------------------- | -------------------------- | -------------------------- | -------------------------- | -------------------------- | -------------------------- |
| الدرجة القصوى °م (°ف)                                                                     | 17.6 (63.7)                | 21.8 (71.2)                | 23.9 (75.0)                | 27.0 (80.6)                | 29.2 (84.6)                | 35.1 (95.2)                | 37.5 (99.5)                | 38.0 (100.4)               | 34.1 (93.4)                | 28.9 (84.0)                | 23.9 (75.0)                | 19.1 (66.4)                | 38.0 (100.4)               |
| متوسط درجة الحرارة الكبرى °م (°ف)                                                         | 6.1 (43.0)                 | 7.3 (45.1)                 | 10.8 (51.4)                | 13.5 (56.3)                | 17.7 (63.9)                | 21.9 (71.4)                | 25.5 (77.9)                | 25.1 (77.2)                | 20.7 (69.3)                | 15.5 (59.9)                | 9.7 (49.5)                 | 6.9 (44.4)                 | 15.1 (59.2)                |
| المتوسط اليومي °م (°ف)                                                                    | 3.2 (37.8)                 | 3.9 (39.0)                 | 6.7 (44.1)                 | 9.1 (48.4)                 | 13.2 (55.8)                | 16.9 (62.4)                | 19.9 (67.8)                | 19.6 (67.3)                | 15.9 (60.6)                | 11.9 (53.4)                | 6.7 (44.1)                 | 4.0 (39.2)                 | 10.9 (51.6)                |
| متوسط درجة الحرارة الصغرى °م (°ف)                                                         | 0.2 (32.4)                 | 0.4 (32.7)                 | 2.6 (36.7)                 | 4.7 (40.5)                 | 8.6 (47.5)                 | 11.9 (53.4)                | 14.3 (57.7)                | 14.1 (57.4)                | 11.1 (52.0)                | 8.3 (46.9)                 | 3.6 (38.5)                 | 1.1 (34.0)                 | 6.7 (44.1)                 |
| أدنى درجة حرارة °م (°ف)                                                                   | −17.5 (0.5)                | −19.4 (−2.9)               | −12.9 (8.8)                | −5.5 (22.1)                | −2.0 (28.4)                | 3.0 (37.4)                 | 6.0 (42.8)                 | 4.9 (40.8)                 | 1.6 (34.9)                 | −4.1 (24.6)                | −10.3 (13.5)               | −13.0 (8.6)                | −19.4 (−2.9)               |
| الهطول مم (إنش)                                                                           | 55.4 (2.18)                | 47.4 (1.87)                | 42.5 (1.67)                | 69.9 (2.75)                | 73.4 (2.89)                | 60.5 (2.38)                | 39.7 (1.56)                | 54.8 (2.16)                | 77.7 (3.06)                | 79.6 (3.13)                | 69.1 (2.72)                | 61.6 (2.43)                | 731.6 (28.80)              |
| متوسط أيام هطول الأمطار (≥ 1 mm)                                                          | 8.7                        | 7.7                        | 7.9                        | 9.4                        | 8.8                        | 6.7                        | 4.2                        | 5.5                        | 6.8                        | 8.8                        | 9.3                        | 8.8                        | 92.6                       |
| ساعات سطوع الشمس الشهرية                                                                  | 100                        | 115                        | 173                        | 183                        | 218                        | 262                        | 296                        | 261                        | 208                        | 132                        | 100                        | 98                         | 2٬146                      |
| المصدر #1: Meteorological data for Millau - 715m altitude, from 1981 to 2010 January 2015 |                            |                            |                            |                            |                            |                            |                            |                            |                            |                            |                            |                            |                            |
| المصدر #2: Record temperatures for Millau since 1951 January 2015                         |                            |                            |                            |                            |                            |                            |                            |                            |                            |                            |                            |                            |                            |

## معرض صور

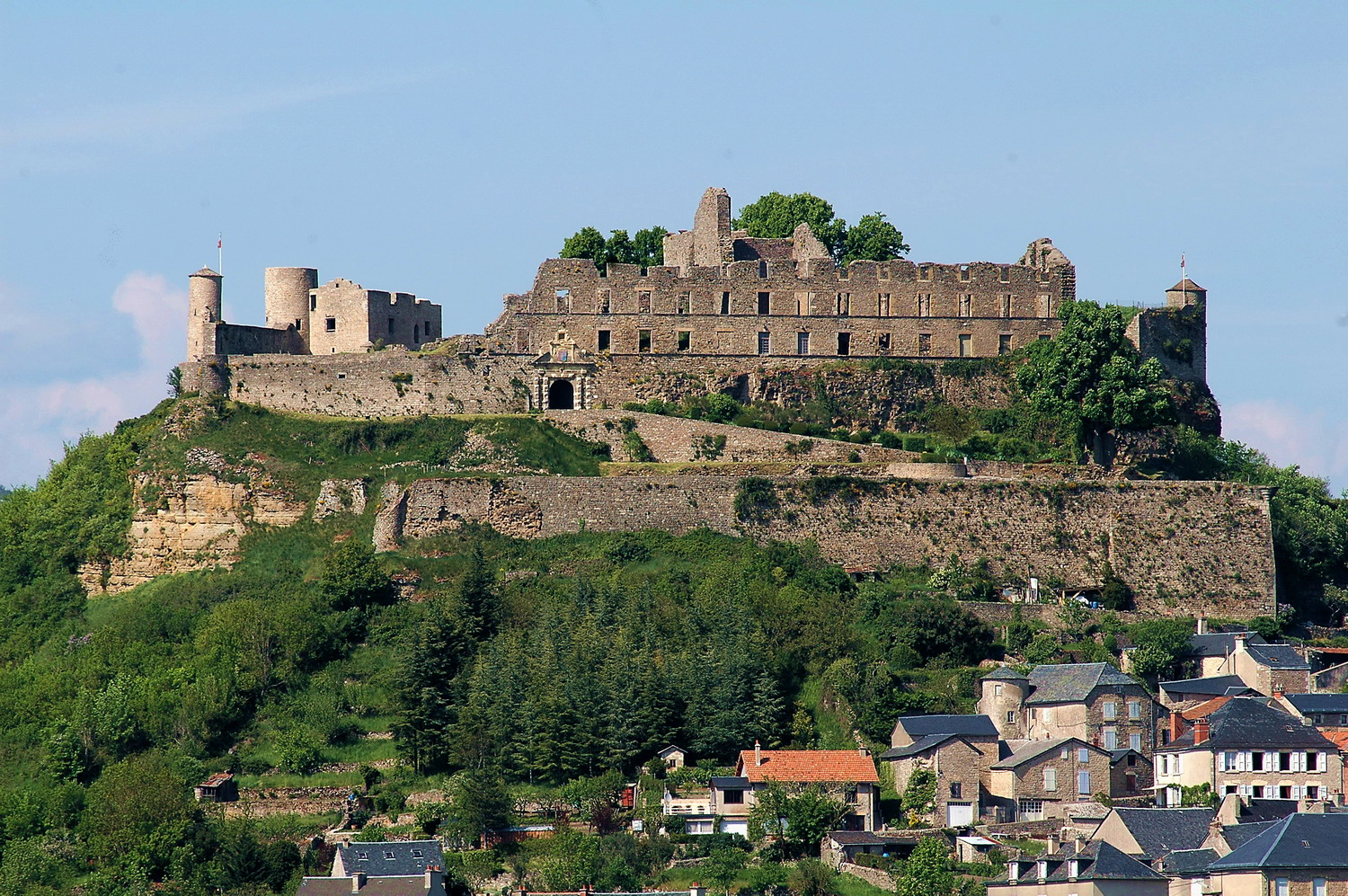
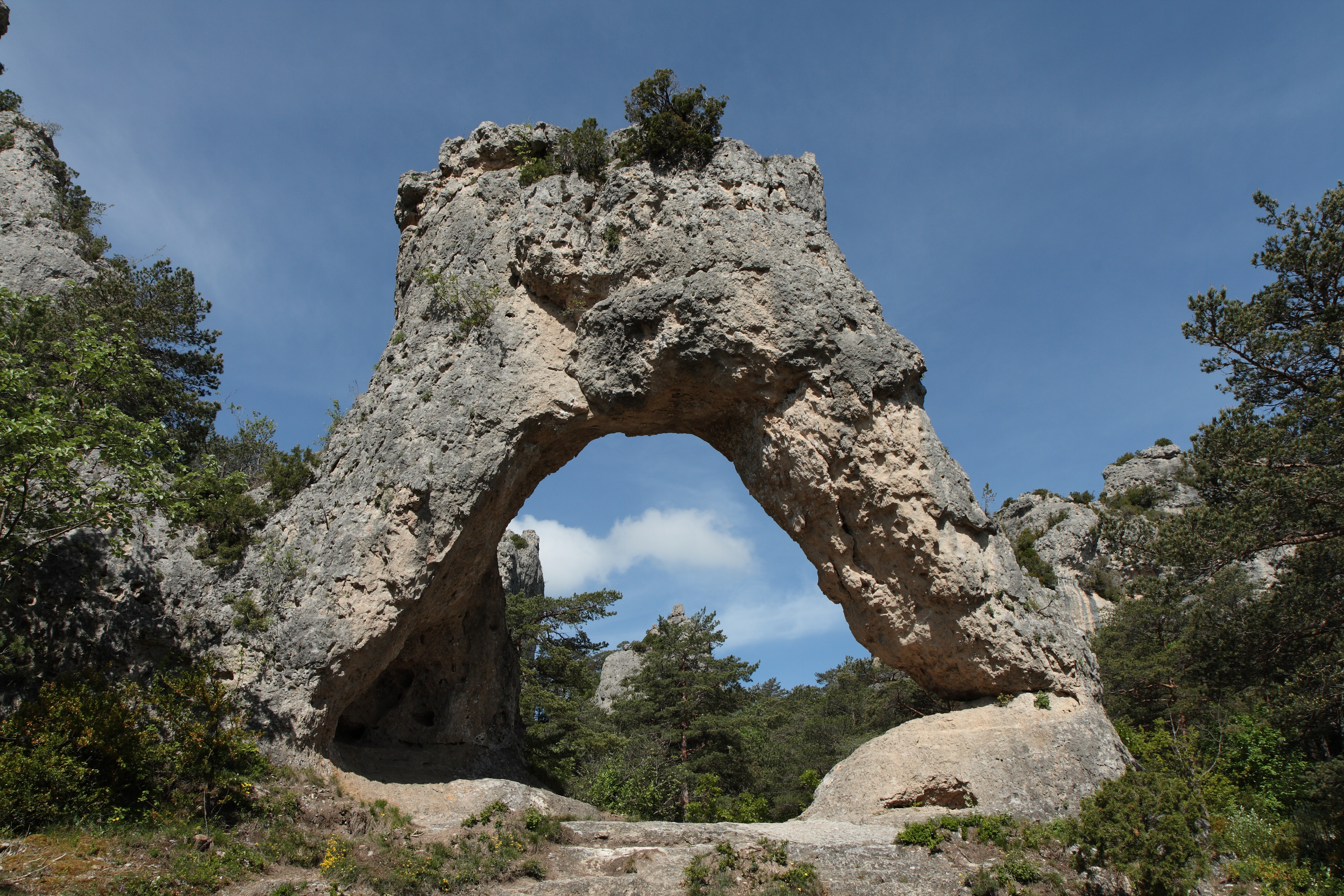
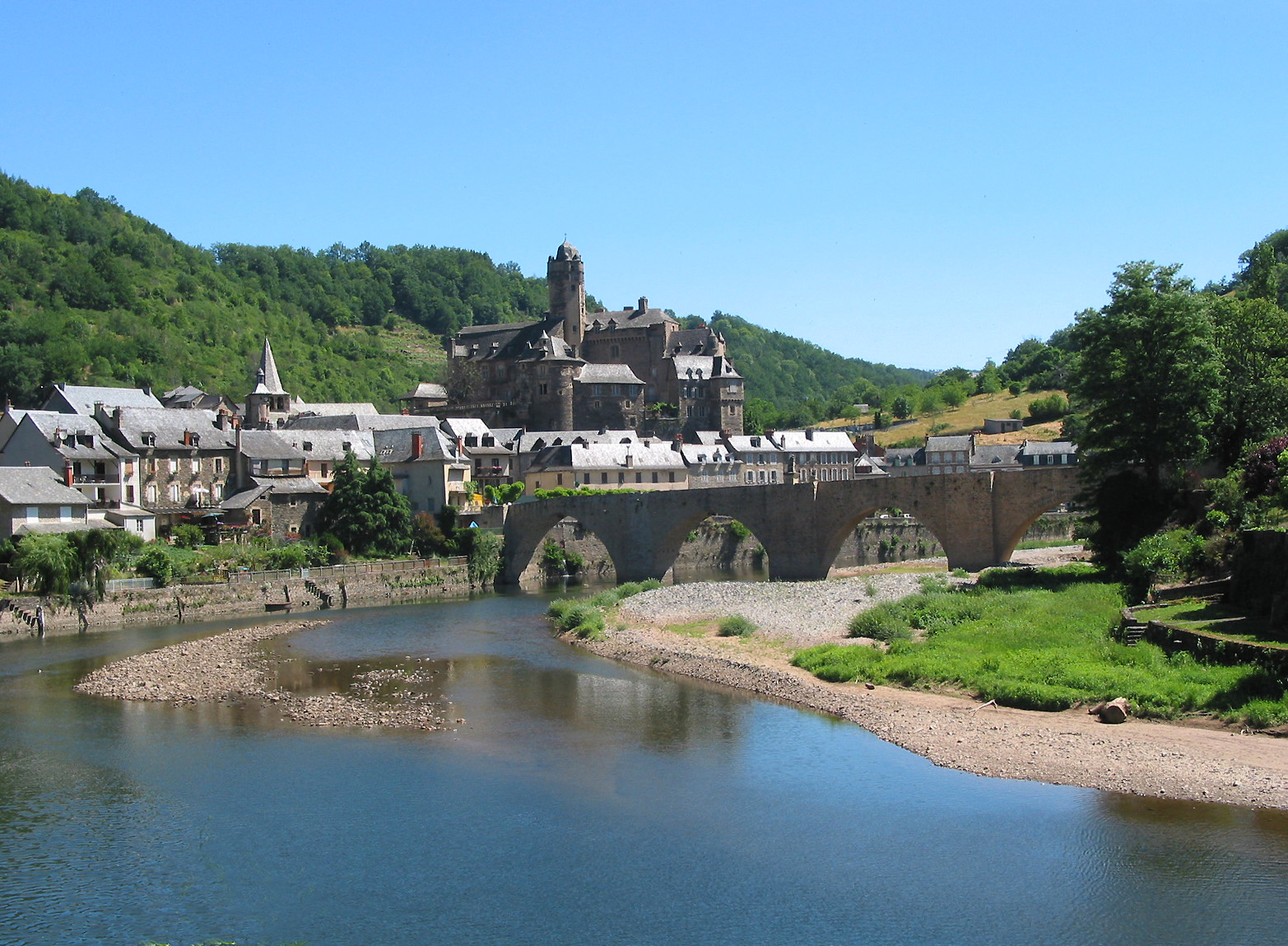
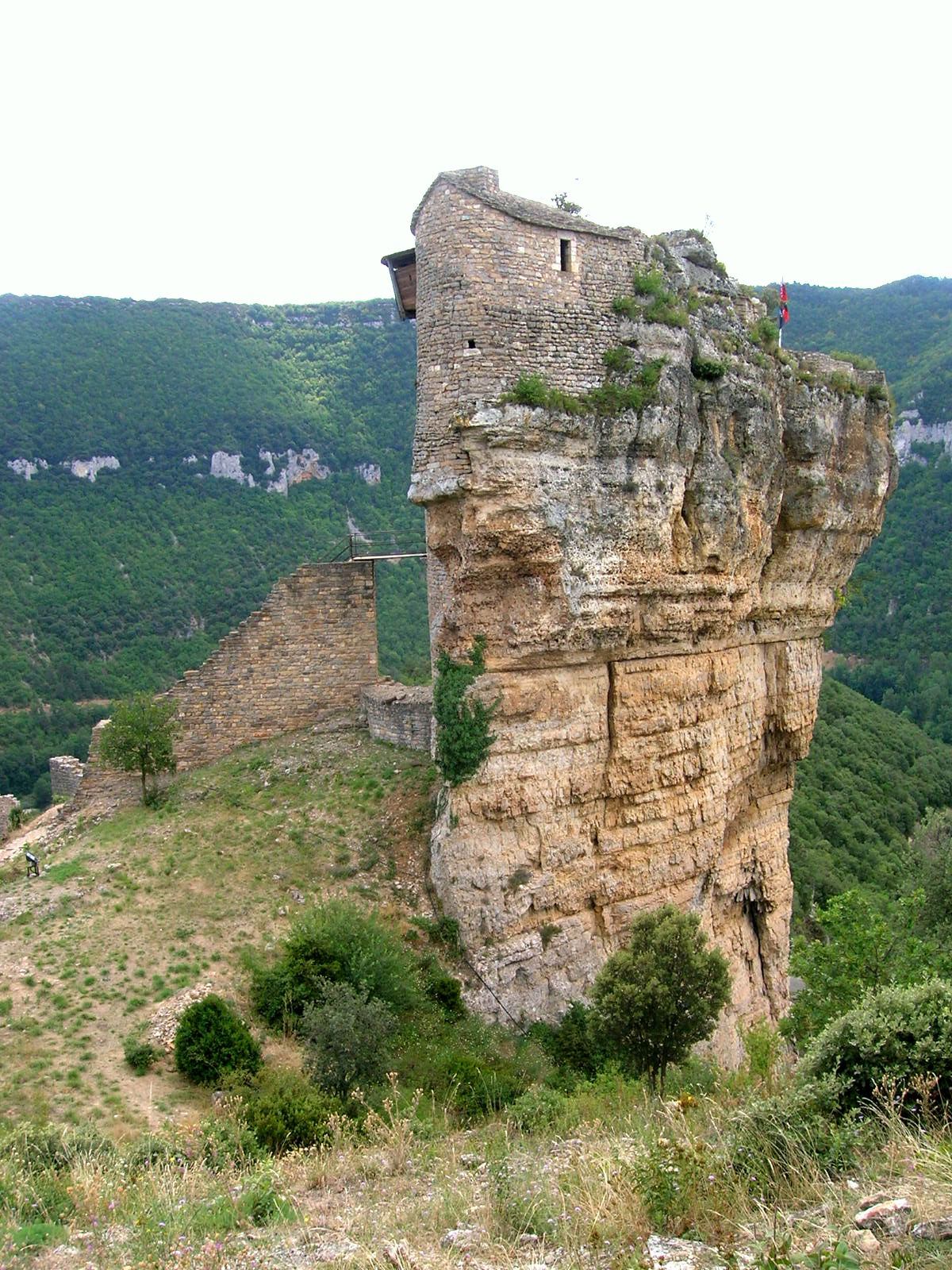
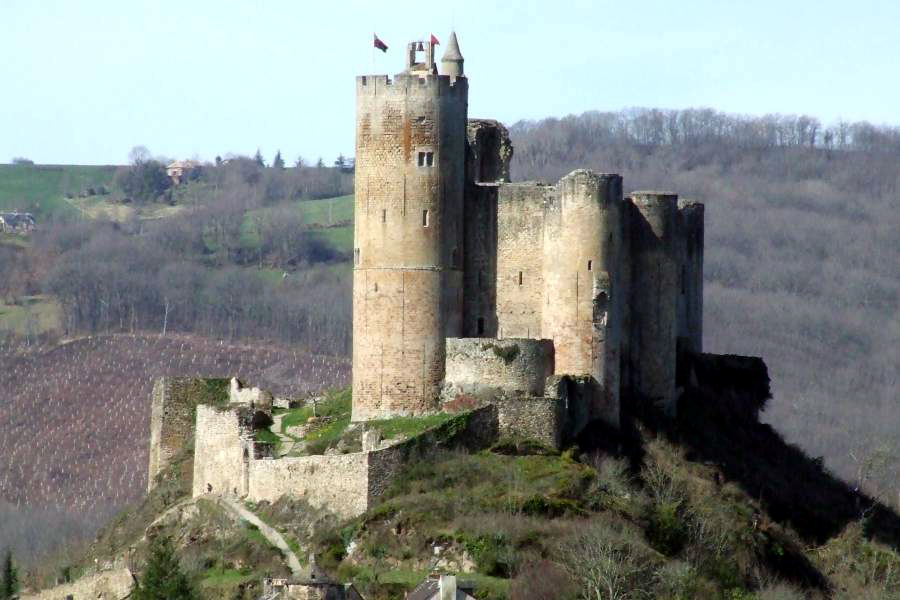

## أعلام
- بيير جوزيف بوناتير
- غاي غاريغيز